# Middletown (Connecticut)
Middletown – miasto w Stanach Zjednoczonych, w stanie Connecticut, w hrabstwie Middlesex.
Od 1831 r. w mieście działa uniwersytet.

## Gospodarka
W mieście rozwinął się przemysł maszynowy, chemiczny, włókienniczy, spożywczy.

## Religia
- Parafia św. Marii Częstochowskiej